# Браун, Алия
Алия Браун (англ. Aaliyah Brown; род. 6 января 1995, США) — американская легкоатлетка, спринтерка, чемпионка мира.

## Биография
Алия Браун родилась 6 января 1995 года в США. Училась в  средней школе Линкольн-Уэй во Франкфурте, штат Иллинойс. После окончания школы училась в Техасском университете A&M, который закончила в 2017 году.
Золотую медаль чемпионки мира Браун завоевала на лондонском чемпионате 2017 года в составе эстафетной сборной США 4х100 метров.